# 吉水慶
吉水 慶（よしみず けい、1940年10月4日 - ）は、日本の元男性俳優、声優。
大阪府出身。

## 来歴
龍谷大学文学部卒業。文学座附属演劇研究所を経て、文学座、劇団昴に所属していた。
現在は俳優業を引退し、実家である淨慶寺の僧侶を務めている。

## 人物
特技はギター、関西弁。

## 後任
吉水の引退後、持ち役を引き継いだのは以下の通り。
| 後任           | 役名                       | 作品                                           | 後任の初出演                               |
| -------------- | -------------------------- | ---------------------------------------------- | ------------------------------------------ |
| 麦人           | ジャン＝リュック・ピカード | 『新スタートレック』                           | 第53話                                     |
| 塚田正昭       | エド・マーフィー           | リーサル・ウェポンシリーズ（ソフト版）         | 『リーサル・ウェポン4』（ソフト版）        |
| 佐々木敏       | ポール・シェイファー       | 『刑事ジョン・ブック 目撃者』（テレビ朝日版）  | DVD用追加収録                              |
| 鳥畑洋人       | 大公                       | 『シンデレラ』（1992年版）                     | DVD用追加収録                              |
| 岩崎ひろし     | 大公                       | 『シンデレラ』（1992年版）                     | 『シンデレラII』                           |
| 鈴木勝美       | 大公                       | 『シンデレラ』（1992年版）                     | 『キャッスルカルーセル』（アナウンス追加） |
| 宝亀克寿       | ドードー鳥                 | 『ふしぎの国のアリス』（ソフト版）             | 2005年追加収録                             |
| 遠藤純平       | ウェイター                 | 『ポセイドン・アドベンチャー』（テレビ朝日版） | 吹替補完版追加収録                         |
| ボルケーノ太田 | ポセ                       | 『魔動王グランゾート』                         | 『スーパーロボット大戦DD』                 |

## 出演作品（俳優）

### テレビドラマ
- 東芝日曜劇場 / 24才 その2（1967年）
- アイウエオ 第34話（1968年）
- 右門捕物帖 第21話「女殺し出世地獄」（1970年日本テレビ、東宝） - 所澤信介
- ザ・ガードマン 第287話「チエミのモーレツ女課長を殺せ!」（1970年）
- 宮本武蔵（1970年 - 1971年）
- 怪奇十三夜 第8回「女の冷たい手」（1971年）
- 天下御免（1971年 - 1972年） - 中川淳庵
- 火曜日の女シリーズ / あの子が死んだ朝（1972年）
- シルバー仮面ジャイアント 第19話「逆転シルバー旋風斬り」（1972年） - 赤松
- 大江戸捜査網
  - 第62話「恋と喧嘩の七変化」（1972年）
  - 第597話「悪徳人妻市場 裏切りの情事」（1983年）
- 家光が行く 第7話「晴姿日光道中」（1972年）
- 大河ドラマ
  - 新・平家物語（1973年） - 源頼仲
  - いのち（1986年） - 織部医師
- ジキルとハイド 第12話「偽りの園」（1973年） - 青木
- ウルトラマンレオ 第33話「レオ兄弟対宇宙悪霊星人」（1974年） - よし子の父[注釈 2]
- 夜明けの刑事 第13話「サンタの乗っ取ったバス」（1974年）
- 非情のライセンス 第2シリーズ 第29話「兇悪の武者人形」（1975年） - 大島
- いろはの"い" 第30話「オオカミが来た!」（1976年） - 宮沢
- 俺たちの朝 第13話「裸踊りと染色と口惜涙」（1977年）
- 特捜最前線
  - 第119話「サウスポーは死の匂い」（1979年）
  - 第166話「それは、職務質問から始まった!」（1980年）
  - 第368話「野鳥団地の女!」（1984年）
  - 第434話「悪女からのプレゼント!」（1985年）
  - 第466話「千五百万人の悪女たち・パート主婦不倫心中!」（1986年）
- 土曜ワイド劇場
  - 渓流釣り殺人事件（1979年）
  - 松本清張の駅路（1982年）
  - 富士山麓殺人事件（1987年）
  - 西村京太郎トラベルミステリー
    - 第11作「阿蘇殺人ルート」（1987年）
    - 第22作「日本縦断殺人ルート」（1992年） - 小木刑事
- それゆけ! レッドビッキーズ（1980年）
- 爆走! ドーベルマン刑事 第5話「アレックス・完全犯罪に挑戦!」（1980年）
- 仮面ライダースーパー1 第24話「レッツゴー!! ジュニア・ライダー隊」（1980年） - 木谷教授
- 大捜査線シリーズ 追跡 第40話「悪魔のような女」（1980年）
- 太陽にほえろ!
  - 第477話「俺は誘拐犯だ!」（1981年） - 杉森正彦
  - 第496話「ジプシーとラガー」（1982年） - 木谷吾郎
  - 第523話「ゴリさん,死の対決」（1982年） - 「イサオ」元バーテンダー
  - 第539話「襲撃」（1983年） - 宮下良雄（草加の第二秘書）
  - 第618話「コンピューター計画」（1984年） - 坂田主任（関東製薬）
  - 第661話「マミーが怒った」（1985年） - 矢口観光開発社員
- 時代劇スペシャル / 怪盗夢吉忍び控（1982年） - 同心
- 連続テレビ小説 / おしん 第229話（1983年）
- 誇りの報酬 第5話「私だって刑事の妹」（1985年） - 巡査
- 必殺まっしぐら! 第2話「相手は京の欲ボケ貴族」（1986年） - 近江屋
- 火曜サスペンス劇場 / 女検事・霞夕子 第4作「美しき容疑者」（1987年）
- ドラマ23 / 愛と復讐の海（1988年）
- はぐれ刑事純情派
  - 第1シリーズ 第18話「悪徳刑事の妻」（1988年）
  - 第2シリーズ 第20話「罠に落ちた美人弁護士」（1989年）
- 特警ウインスペクター 第30話「ママ…ママ助けて」（1990年） - 榊原所長

### 映画
- 日本沈没（1973年） - 気象庁技官[4]

### 舞台
- カリギュラ
- カンガルー・アンドーラ
- 三月うさぎ（劇団昴） - 楠本納
- シラノ・ド・ベルジュラック
- セールスマンの死（劇団昴、1989年） - 伯父ベン
- ヘンリー四世（劇団昴、1982年） - ヘンリー・パーシー（ノーサンバランド伯）
- 父親の肖像（劇団昴、1988年） - 富山健一郎[5]
- マクベス

## 出演作品（声優）

### テレビアニメ
- 家なき子（1977年、ピエール・アキャン）
- まんが日本絵巻（1977年、岩見重太郎、畠山重忠、熊谷次郎直実、源頼朝、玄宗、毛利弘元、鄭芝龍、織田信長、平国香、柳生宗矩、豊臣秀吉 他）
- 魔動王グランゾート（1990年、ポセ、村長）
- 魔神英雄伝ワタル2（1990年、像、ドク・ホットイテー[6]、ダイブタッタ）
- ルパン三世 ナポレオンの辞書を奪え（1991年、ホーク[7]）

### OVA
- ロードス島戦記（1990年、フィルマー）

### 吹き替え

#### 映画
- 愛という名の疑惑（アラン・ローウェンソール）
- 愛と哀しみの旅路 ※ソフト版
- 愛の選択
- 愛を殺さないで（ドミニク・マリーノ〈フランク・ヴィンセント〉）
- 赤毛のアン（ドクター・ブレア）※ソフト版
- アパッチ（マクニール〈デイル・ダイ〉）※フジテレビ版
- 嵐の中で輝いて（インタビュアー）※ソフト版
- いつの日かこの愛を（ハン）
- イノセントマン/仕組まれた罠（看守長、ジョセフ・ドナテリ）
- イントルーダー 怒りの翼（キャグ〈マディソン・メイソン〉）※ソフト版
- ウォール街（ダンカン・ウィルモア）※機内上映版・テレビ朝日版、（ハワード）※テレビ朝日版
- エクソシスト3（学長〈リー・リチャードソン〉）※VHS版
- オーバー・ザ・トップ（デイヴィス大佐）※TBS版
- オスカー（ヴェンデッティ〈リチャード・ロマナス〉）
- 男たちの挽歌 II（ルン〈ディーン・セキ〉）※TBS版
- おばあちゃんの贈り物（判事〈チャールズ・ダーニング〉）※NHK版
- 海底20000マイル（ノーチラスの一等航海士〈ロバート・J・ウィルク〉、ビリー）※バンダイ版
- カナディアン・エクスプレス（マーティン・ラーナー）※ソフト版
- 君がほほえむ瞬間（ミラー教授）
- キャノンズ（警部〈ディック・オニール〉）
- ギャング（アーノルド・ロススタイン〈ジョージ・ディセンゾ〉）
- 虚栄のかがり火（レオナルド・ホワイト〈モーガン・フリーマン〉）
- キングコング（キャプテン・ロス〈ジョン・ランドルフ〉）※日本テレビ版
- クラス・オブ・1999（ボブ・フォレスト博士〈ステイシー・キーチ〉）※ソフト版
- グレムリン ※フジテレビ版
- グローリー（ストロング将軍〈ジェイ・O・サンダース〉、背の高い奴隷）※ソフト版
- クロコダイル・ダンディー2（テディ）※フジテレビ版
- 刑事ジョン・ブック 目撃者（ストルツファス）※テレビ朝日版
- 刑事ニコ/法の死角（ジェナーロ神父）※ソフト版
- ゴースト/ニューヨークの幻（地下鉄のゴースト〈ヴィンセント・スキャヴェリ〉）※ソフト版
- ゴーストバスターズ2（ヴィーゴ）※ソフト版
- コールド・ブラッド/殺しの紋章（マット・ダフィ〈ピーター・ボイル〉）
- 氷の微笑（ウォーカー）※パイオニアLDC版
- 小びとの森の物語（ノビー〈ウォルター・ブレナン〉）※VHS版
- 殺しのドレス（リヴィ博士〈デヴィッド・マーギュリーズ〉）※テレビ朝日版
- サイゴン（アームストロング大佐〈スコット・グレン〉）
- 殺人サイボーグ リタリエーター（カールソン）
- ザ・デプス（バーシアガ〈エリヤ・バスキン〉）
- ザ・ファントム/地獄のヒーロー4（ブロンソン市長〈ロン・オニール〉）
- ザ・フライ2 二世誕生（ステイシス・ボランズ〈ジョン・ゲッツ〉）※テレビ朝日版
- ザ・フラッシュ2（ウォーレン・ガーフィールド警部）※VHS版
- サマーシュプール/ぶっ飛び!ダイナマイト・レース（ラリー）
- さよならバディ（ウィリアム・クリストル上院議員〈ラルフ・ベラミー〉）
- 三十四丁目の奇蹟（フレッド・ゲーリー〈ジョン・ペイン〉）※テレビ版
- サンダーバード 劇場版（ポール・トレバース）※VHS版
- 三匹荒野を行く（ジェームズ・マッケンジー）※ソフト版
- JFK（アール・ウォーレン最高裁長官、エドワード・ハガーティ判事〈ジョン・フィネガン〉）※ソフト版
- シカゴ・コネクション/夢みて走れ（ガルシア）
- 地獄の殺人救急車/狙われた金髪の美女（”ドクター”〈エリック・ブレーデン〉）
- 7月4日に生まれて（軍団長〈エド・ローター〉、海兵隊少佐〈ジョン・ゲッツ〉、コーチ）※VHS版
- シティヒート（レオン・コル〈トニー・ロビアンコ〉）※フジテレビ版
- シドニー・シェルダン/時間の砂
- 死の標的（ハッチャーの上司、武器商人、デュヴァル）※ソフト版
- 死への逃避行（ボーヴォワール”タカの目”〈ミシェル・セロー〉）
- シャム猫FBI/ニャンタッチャブル（マクドゥーガル氏〈ウィリアム・デマレスト〉、ドライブイン・シアターの支配人）※バンダイ版
- 上海1920 あの日みた夢のために（ドーソンの父）
- ジョー、満月の島へ行く（サミュエル・ハーヴェイ・グレイナモア〈ロイド・ブリッジス〉）
- ジョーズ（ラリー・ヴォーン市長〈マーレイ・ハミルトン〉）※TBS版
- ジョン・キャンディの夢におまかせ（カーター・ヘディソン〈レイモンド・バー〉）
- シルバー・ブリット/死霊の牙（アスピナル）
- 真実の瞬間（バート・アラン〈バリー・プリマス〉）
- シンドバッド黄金の航海（ハキム）※テレビ朝日版
- スウィッチ/素敵な彼女?（アーノルド・フリードキン）
- スタートレックVI 未知の世界（Mr.スポック〈レナード・ニモイ〉）※旧ソフト版
- スタートレックV 新たなる未知へ（ジョン・タルボット〈デビッド・ワーナー〉）※機内上映版
- ストーン・コールド（カニンガム〈リチャード・ガント〉）
- 戦慄!呪われた夜（プール保安官〈L・Q・ジョーンズ〉）
- ソイレント・グリーン（ウィリアム・シモンソン〈ジョゼフ・コットン〉）
- 続・赤毛のアン/アンの青春（モーガン・ハリス〈フランク・コンヴァース〉）※ソフト版
- ゾンビコップ（アーネスト・マクナッブ博士〈ダーレン・マクギャヴィン〉）
- ダークエンジェル（ヴィクター・マニング）
- 大狂乱（スミティ・カーペンター〈バート・レムゼン〉）
- ダイ・ハード2（ラモン・エスペランザ〈フランコ・ネロ〉）※ソフト版
- タイム・ガーディアン（スミス）※VHS版
- 宝島（ビリー・ボーンズ船長〈フィンレイ・カリー〉）※VHS版
- タッカー（エイブ・キャラッツ〈マーティン・ランドー〉）※日本テレビ版（4Kレストア版DVD、BDに収録）
- ダブル・インパクト（レイモンド・ザング）※VHS版
- 007/美しき獲物たち（W・G・ハウ〈ダニエル・ベンザリ〉）※TBS版
- ダンス・ウィズ・ウルブズ（踊る鳥〈グラハム・グリーン〉）※ソフト版
- 地球の頂上の島（車掌〈イアン・アバークロンビー〉）※TBS版
- チャイルド・プレイ3（ボトニック軍曹〈アンドリュー・ロビンソン〉）
- ツイ・ハークのゴーストホーム/13日の金曜日の妻たちへ（赤妖怪〈ウー・マ〉）
- ディック・トレイシー（スパッズ・スパルドーニ〈ジェームズ・カーン〉）
- デス・ハント（エドガー・ミレン〈リー・マーヴィン〉）
- デス・リバー/失われた帝国（エディ・ヒラー〈L・Q・ジョーンズ〉）
- デッドフォール（オーウェン〈マイケル・J・ポラード〉）※ソフト版
- テネシー・ナイツ（ウィリアムズ保安官〈エド・ローター〉）
- デューン/砂の惑星（僧侶）※テレビ朝日版
- トータル・リコール（クワトー〈マーシャル・ベル〉）※テレビ朝日版
- トゥルー・カラーズ（FBI捜査官アバーナシー〈ブラッド・サリヴァン〉）
- ナバロンの要塞（バーンズビー〈リチャード・ハリス〉）※テレビ東京版
- 難破船（ジャック・パガネル〈モーリス・シュヴァリエ〉）
- ニア・ダーク/月夜の出来事（私服警官〈トロイ・エヴァンス〉）
- ニュー・ジャック・シティ（老人〈ビル・コッブス〉）
- ネイビー・シールズ（ベン・シャヒード）※VHS版
- ネバー・クライ・ウルフ（ウテック〈ザカリー・イッティマンナク〉、ナレーション）※バンダイ版
- 農場の死（テューク〈アラン・マクノートン〉）
- ハードカバー/黒衣の使者（マルコム・ブランド〈ランドール・ウィリアム・クック〉）
- ハートに火をつけて（ポーリングFBI捜査官〈フレッド・ウォード〉）※テレビ東京版
- バイオ・インフェルノ（コナリーの側近）
- バイオレント・サタデー（マーシャルアーツインストラクター）
- パシフィック・ハイツ（ワタナベ〈マコ岩松〉、融資担当者〈ダン・ヘダヤ〉）※VHS版
- 裸の銃を持つ男（エド・ホッケン〈ジョージ・ケネディ〉）※TBS版
- 裸の銃を持つ男PART2 1/2（クエンティン・ハプスバーグ〈ロバート・グーレ〉）※ソフト版
- 800万の死にざま（テオ）
- パニッシャー（ディノ・モレッティ）
- ハバナ（アルトゥーロ・デュラン〈ラウル・ジュリア〉）
- ハロウィン4 ブギーマン復活（スミスグローブの男性職員〈デヴィッド・ジェンセン〉）※VHS版
- ハンボーン（バート・ロリンズ〈ウィリアム・ジョーダン〉）※フジテレビ版
- ヒー・セッド、シー・セッド/彼の言い分、彼女の言い分（ハリー）
- ビッグ（人事部長）※テレビ東京版
- 必殺マグナム（リース）※フジテレビ版
- 羊たちの沈黙（テイト巡査部長、エーキン〈ケネス・ウット〉）※VHS版
- 必死の逃亡者（ダン・ヒリアード〈フレドリック・マーチ〉）※テレビ東京版
- フーズ・ザット・ガール（サイモン・ワージントン）
- ブライズヘッド再び（ジョン・グリロ）
- フラバァ・デラックス（レックス・ウィリアムズ〈ジョー・フリン〉、検察官）
- プランサー トナカイの贈り物（牧師）※VHS版
- フリージャック（モーガン〈ジョン・シェア〉）
- プリティ・ウーマン（バーニー・トンプソン支配人〈ヘクター・エリゾンド〉）※ソフト版
- ブルージーン・コップ ※日本テレビ版
- プレシディオの男たち（警部補）※フジテレビ版
- ベルリンの壁 その日、何を見たか
- ペンタグラム/悪魔の烙印（パーキンス署長）※VHS版
- 冒険者たち（ローラン〈リノ・ヴァンチュラ〉）※テレビ東京版
- ポセイドン・アドベンチャー ※テレビ朝日版
- ボディ・トーク（チャック）
- ボニー&クライド（マーナー）
- 炎のランナー ※TBS版
- マイ・サイエンス・プロジェクト（ボブ・ロバーツ〈デニス・ホッパー〉）
- 真夜中の記憶（カーク・レイノルズ〈ケン・ハワード〉）
- ミザリー（ピート）※日本テレビ版
- ミッドナイト・スナイパー/人妻が目撃した死体なき殺人（ブロディ〈マイケル・オールドレッジ〉）※VHS版
- ミラーズ・クロッシング（ディル市長、クラレンス・"ドロップ"・ジョンソン、ブライアン〈ジョン・マコーネル〉）
- ミレニアム/1000年紀（コヴェントリー〈ブレント・カーヴァー〉、Dr.ブリンドル〈アル・ワックスマン〉）
- メタル・ブルー（コシキン）
- メル・ブルックス/逆転人生（ファーガソン）
- メル・ブルックスの大脱走（エアハルト大佐〈チャールズ・ダーニング〉、ナレーター）
- モブスターズ/青春の群像（ボノット神父〈シーモア・カッセル〉）
- 4人目の賢者（イエス）
- 48時間 ※日本テレビ新録版
- ライオンと呼ばれた男（ピエロ・デュヴィヴィエ〈ダニエル・ジェラン〉）
- ライオンハート（ジョシュア）※ソフト版
- ライトスタッフ
- ラブ・バッグ　モンテカルロ大爆走（マックス〈バーナード・フォックス〉）
- リーサル・ウェポン3（マーフィ部長）※ソフト版
- レッド・オクトーバーを追え!（ジェフリー・ペルト〈リチャード・ジョーダン〉、トンプソン〈アンソニー・ペック〉））※ソフト版
- レッド・ドラゴン/新・怒りの鉄拳（スー・ワンライ）※TBS版
- レナードの朝（フランク〈ジョージ・マーティン〉）※ソフト版
- レネゲイズ（レッド・クロウ〈フロイド・ウェスターマン〉）※VHS版
- ロケッティア（ハワード・ヒューズ〈テリー・オクィン〉）※ソフト版
- ロッキー5/最後のドラマ（マーリン）※VHS版
- ロッキー・ホラー・ショー（スコット博士）

#### ドラマ
- インディ・ジョーンズ/若き日の大冒険
- 上海灘（フォン）
- 新スタートレック（ジャン＝リュック・ピカード〈パトリック・スチュワート〉）※初代
- 冒険野郎マクガイバー
  - シーズン1 #9（ジョーイ・ベネット〈リチャード・ロマナス〉）
  - シーズン2 #17（スタンリー・ベレンジャー）、#22（アントン・ドブチェク）
- また会う日まで（ポール〈マイケル・ヨーク〉）
- ロンサム・ダブ（ジュシュア・ディーツ〈ダニー・グローヴァー〉）

#### アニメ
- ディズニー作品
  - 王様の剣（エクター卿）※ソフト版
  - シンデレラ（大公）※BVHE版
  - くまのプーさん（ゴーファー）※ポニー版、バンダイ版（現在は絶版）
    - 新くまのプーさん

  - ダンボ（帽子カラス）※ソフト版
  - チップとデールの大作戦（ベラ、医者）※新吹き替え版
  - ふしぎの国のアリス（ドードー鳥）※ソフト版
  - ミッキーのクリスマスキャロル（スクルージ・マクダック）※ポニー版、バンダイ版（現在は絶版）
  - ロビン・フッド（リトル・ジョン）※バンダイ版（現在は絶版）